# Беноа Мажимел
Беноа Мажимел (фр. Benoît Magimel; Париз, 11. мај 1974) француски је глумац, најпознатији по драмским улогама. Један је од популарнијих глумаца у Француској. 
Појављивао се у бројним филмовима као што су: Осињак, Професорка клавира, Конвој, Гангстери.